# Voluntarios y conscriptos extranjeros en las Waffen-SS

Voluntarios ucranianos de la división SS Galizien marchando en Sanok, mayo de 1943

Durante la Segunda Guerra Mundial, las Waffen-SS reclutaron a un número significativo de no alemanes, tanto como voluntarios como reclutas. En total, alrededor de 500.000 extranjeros y alemanes étnicos de fuera de Alemania, principalmente de la Europa ocupada por los alemanes, fueron reclutados entre 1940 y 1945. Las unidades estaban bajo el control de la SS Führungshauptamt (Oficina Principal de Dirección de las SS) bajo la supervisión del Reichsführer-SS Heinrich Himmler. Tras la movilización, el control táctico de las unidades fue otorgado al Oberkommando der Wehrmacht (Alto Mando de las Fuerzas Armadas).

## Historia de lasWaffen-SS
Las Waffen-SS (SS Armadas) fueron creadas como el ala militarizada de las Schutzstaffel (SS; "Escuadras de Protección") del Partido Nazi. Sus orígenes se remontan a la selección de un grupo de 120 hombres de las SS en 1933 por Sepp Dietrich para formar el Sonderkommando Berlin, que se convirtió en la Leibstandarte SS Adolf Hitler (LSSAH). En 1934, las SS desarrollaron su propia rama militar, la SS-Verfügungstruppe (SS-VT), que junto con la LSSAH se convirtieron en las Waffen-SS. Nominalmente bajo la autoridad de Heinrich Himmler, las Waffen-SS desarrollaron una estructura de mando y operaciones totalmente militarizada. Creció de tres regimientos, a más de 38 divisiones durante la Segunda Guerra Mundial, sirviendo junto al Heer (ejército), mientras que nunca formó parte formalmente de él. Hitler deseaba que las Waffen-SS no se integraran ni en el ejército ni en la policía estatal, sino que seguirían siendo una fuerza independiente de hombres entrenados militarmente a disposición del Führer.

## Reclutamiento y conscripción
En 1934, Himmler estableció inicialmente los requisitos estrictos para los reclutas. Debían ser ciudadanos alemanes que pudieran demostrar su ascendencia aria desde 1800, solteros y sin antecedentes penales. Los reclutas tenían que tener entre 17 y 23 años, al menos 1,74 metros de altura (1,78 metros para la Leibstandarte). Los reclutas debían tener dientes y vista perfectos y proporcionar un certificado médico. Para 1938, las restricciones de altura se relajaron, se permitieron hasta seis empastes dentales y se permitieron anteojos para el astigmatismo y la corrección leve de la visión. Una vez que la Segunda Guerra Mundial comenzó en Europa, los requisitos físicos ya no se aplicaron estrictamente. Después de la campaña en Occidente en 1940, Hitler autorizó el alistamiento de "personas que se percibía que eran de un grupo relacionado", como lo expresó Himmler, para expandir las filas. Varios daneses, holandeses, noruegos, suecos y finlandeses se ofrecieron como voluntarios para servir en las Waffen-SS bajo el mando de oficiales alemanes. Las unidades no germánicas no se consideraban parte de las SS directamente, lo que aún mantenía sus estrictos criterios raciales; en cambio, se los consideraba ciudadanos extranjeros que servían bajo el mando de las SS.
El reclutamiento comenzó en abril de 1940 con la creación de dos regimientos: Nordland (más tarde Division SS Nordland) y Westland (más tarde Division SS Wiking). A medida que crecieron en número, los voluntarios se agruparon en Legiones (con el tamaño de batallón o brigada); Sus miembros incluían a los llamados alemanes no germánicos, así como a oficiales alemanes étnicos originarios de los territorios ocupados. A medida que avanzaba la guerra, los voluntarios y reclutas extranjeros constituían la mitad de las Waffen-SS.
Después de que Alemania invadiera la Unión Soviética en la Operación Barbarroja, se inscribieron reclutas de Francia, España, Bélgica (incluidos valones), del territorio de la Checoslovaquia ocupada, Hungría y los Balcanes. En febrero de 1942, el reclutamiento de las Waffen-SS en el sudeste de Europa se convirtió en un reclutamiento obligatorio para todas las minorías alemanas en edad militar. A partir de 1942, se formaron más unidades de reclutas no germánicos. Se formaron legiones de hombres de Estonia, Letonia, así como de hombres de Bosnia, Herzegovina, Croacia, Georgia, Ucrania, Rusia y cosacos. Sin embargo, en 1943, las Waffen-SS ya no podían afirmar en general que eran una fuerza de combate "de élite". El reclutamiento basado en la "expansión numérica sobre la cualitativa" se llevó a cabo, con muchas de las unidades "extranjeras" siendo buenas solo para el servicio de retaguardia. Además, en 1944, el ejército alemán comenzó a reclutar estonios y letones en un esfuerzo por reponer sus pérdidas. Los extranjeros que sirvieron en las Waffen-SS sumaron "unos 500.000", incluidos los que fueron presionados para el servicio o reclutados. Una estimación más baja para los extranjeros en todas las fuerzas armadas alemanas (Wehrmacht y Waffen-SS) es de 350.000. Ambos números incluyen grandes cantidades de alemanes étnicos de fuera de Alemania.
Un sistema de nomenclatura desarrollado para distinguir formalmente al personal en función de su lugar de origen. Las unidades germánicas tendrían el prefijo "SS", mientras que las unidades no germánicas fueron designadas con el prefijo "Waffen" a sus nombres. Las formaciones con voluntarios de origen germánico se llamaron oficialmente Freiwilligen (voluntario) (escandinavos, holandeses y flamencos), incluidos alemanes étnicos nacidos fuera del Reich conocido como Volksdeutsche, y sus miembros eran de países satélites. Estos se organizaron en legiones independientes y tenían la designación Waffen adjunta a sus nombres para su identificación formal. Además, la división alemana Wiking de la SS incluyó reclutas de Dinamarca, Noruega, Finlandia, Suecia y Estonia a lo largo de su historia. El número de reclutas de las SS de Suecia y Suiza era de solo varios cientos de hombres. A pesar de la escasez de mano de obra, las Waffen-SS todavía se basaban en la ideología racista del nazismo, por lo que a los polacos étnicos se les prohibió específicamente las formaciones debido a que se los consideraba "subhumanos", a pesar de que a otros grupos eslavos se les permitía el servicio, como los ucranianos y los bielorrusos en los 39.º y 40.º regimientos Grenadier de las Waffen, también supuestamente eran considerados "infrahumanos".

## Posguerra

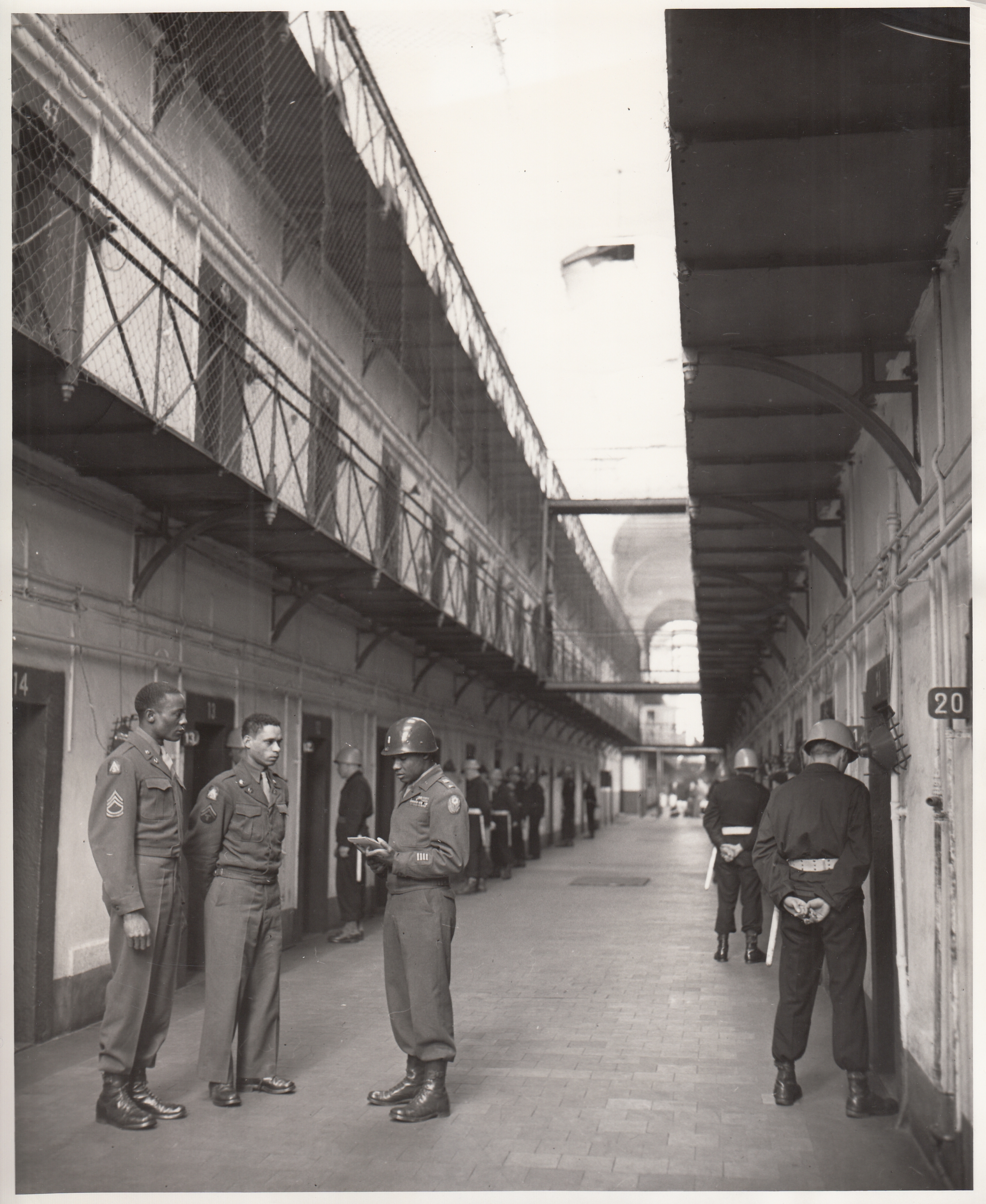
Los antiguos reclutas bálticos de las Waffen Grenadier, que vestían uniformes negros con cascos azules y cinturones blancos, protegían a Hermann Goering, Rudolf Hess y otros nazis importantes durante los juicios de Núremberg.

Durante los juicios de Núremberg, las Waffen-SS fueron declaradas una organización criminal por su mayor participación en crímenes de guerra y por ser una "parte integral" de las SS. La excepción es que ciertos reclutas a quienes no se les dio la opción de unirse a las filas y no habían cometido "tales crímenes". Se determinó que estaban exentos. Varios voluntarios fueron ejecutados, mientras que otros fueron juzgados y encarcelados por sus países. Otros más vivieron en el exilio o regresaron a su tierra natal.
El líder valón Léon Degrelle escapó a España, donde, a pesar de haber sido condenado a muerte en ausencia por las autoridades belgas, vivió en el exilio hasta su muerte en 1994. Unos 146 soldados bálticos de Letonia, Lituania y Estonia que lucharon contra los soviéticos y escaparon a Suecia fueron extraditados a la Unión Soviética en 1946.
Los hombres del XV Cuerpo cosaco de las SS se encontraron en Austria al final de la guerra y se rindieron a las tropas británicas. Aunque se les aseguró que no serían repatriados, los prisioneros de guerra cosacos fueron devueltos a la Unión Soviética. Muchos fueron ejecutados por traición.
Después de la guerra, los aliados occidentales consideraron a los miembros de las Unidades de Granaderos Bálticas de las Waffen separadas y distintas en propósito, ideología y actividades de las SS alemanas. Posteriormente, en la primavera de 1946, de las filas de reclutas bálticos que se habían entregado a los Aliados occidentales en el año anterior, se formaron un total de nueve compañías para proteger el perímetro externo del tribunal del Tribunal Internacional de Núremberg y los diversos depósitos y residencias de oficiales y fiscales estadounidenses relacionados con el juicio. Los hombres también fueron encargados de vigilar a los criminales de guerra nazis acusados detenidos en prisión durante el juicio hasta el día de la ejecución.

## Unidades de lasWaffen-SSreclutadas por la Alemania nazi

### Albania
Total: de 6.500 a 7.000
- 21.ª División de Montaña SS Skanderbeg[39]
- Legión Krempler

### Bélgica
Total: 18.000 (aproximadamente, divididos equitativamente entre flamencos y valones)
- SS-Freiwilligen Legion Flandern (1941): 875[41]
- SS-Freiwilligen-Standarte Nordwest
- Voluntarios flamencos en la División Wiking
- 28.ª División de Granaderos SS Voluntarios Wallonien
- 27.ª División de Granaderos SS Voluntarios Langemarck

### Bulgaria
- Regimiento de Granaderos SS (1.º Búlgaro)[39]

### Protectorado de Bohemia y Moravia
- Ejército Gubernamental (Bohemia y Moravia) (nunca entró en combate)[42][43]

### Estado Independiente de Croacia
- 13.ª División de Montaña SS Handschar
- 23.ª División de Montaña Waffen-SS Kama (2.ª Croata)[44]
- Policía Germano-Croata

### Dinamarca
Total: 6.000
- Frikorps Danmark (1941): 1.164
- Voluntarios daneses en las Waffen-SS, la mayoría de ellos en las divisiones Nordland y Wiking.[46]

### Estonia
Total: 20.000
- Legión Estonia
- 20.ª División de Granaderos SS (Estonia n.º 1)[44]

### Finlandia
Total: de 1.180 a 3.000
- Batallón de Voluntarios Fineses de las Waffen-SS[44]

### Francia
Total: 20.000
- Französisch SS-Freiwilligen-Sturmbrigade[44] u 8.ª División SS de Voluntarios Franceses[49]
- 33.ª División de Granaderos SS Voluntarios Charlemagne[44]
- Bretonische Waffenverband der SS (80 hombres)

### Gobierno General
Total: 12 hombres llegados del campo de entrenamiento de las SS en Trawniki.
- El intento fallido de reclutamiento del Goralenvolk en 1943, la idea fue abandonada y considerada imposible por el SS-Obergruppenführer Krüger el 5 de abril de 1943.[50]

### Hungría
Total: 20.000
- 22.ª SS-Freiwilligen Kavallerie Division Maria Theresia
- 25.ª División de Granaderos Waffen de las SS (1.ª Húngara)
- 26.ª División de Granaderos Waffen de las SS (2.ª Húngara)
- 33.ª Waffen Kavallerie Division der SS[44]

### India
Total: 2.000
- Indisches Freiwilligen Legion der Waffen-SS (Legión India)[52]

### Italia
Total: 15.000
- Italienische Freiwilligen Legion (1943): 6.000[53]
- 1.ª Sturmbrigade, Italienische Freiwilligen Legion
- 24.ª División de montaña SS Karstjäger
- 29.ª División de Granaderos Waffen de las SS  (1.ª Italiana)[52]

### Letonia
Total: 80.000
- Legión Letona
- 15.ª División SS de granaderos
- 19.ª División SS de granaderos[52]

### Países Bajos
Total: 25.000
- SS Freiwilligen Legion Niederlande (1941): 2.559[41]
- SS-Freiwilligen-Standarte Nordwest
- Brigada SS de Granaderos Voluntarios Landstorm Nederland
- 4.ª Brigada SS de Granaderos Panzer Voluntarios Nederland
- 23.ª División de Granaderos Voluntarios SS Nederland
- 34.ª División de Granaderos SS Landstorm Nederland[52]

### Noruega
Total: 6.000
- SS Freiwilligen Legion Norwegen (1941): 1.218[41]
- SS-Schijager-Batalljon Norwegen[55]

### Rumanía
Total: 50.000
- Voluntarios rumanos en las Waffen-SS
- Regimiento SS de Granaderos (1.º Rumano)
- Regimiento SS de Granaderos (2.º Rumano)

### España
- Spanische-Freiwilligen-Kompanie der SS 101
- Spanische-Freiwilligen-Kompanie der SS 102[55]

### Unión Soviética
- 14.ª División de Granaderos SS[56]
- SS Sturmbrigade RONA
- 30.ª División de Granaderos de las Waffen-SS

- Osttürkische Waffen-Verbände der SS
- Kaukasische Waffen-Verbände der SS
- Tataren-Gebirgsjäger-Regiment der SS

- Waffen-Sturm-Brigade Kaminski
- Waffen-Sturm-Brigade RONA[55]

### Suecia
- Waffen-SS abteilung Sveaborg.[57] Otros suecos y estonios-suecos voluntarios lucharon en varias unidades de las Waffen-SS.[58] Muchos de ellos eran de Norrland y habían luchado por el bien de Finlandia, en 1939-40.
- El número de hombres suecos de las SS no está claro, quizás unos pocos cientos. Las Waffen-SS carecían de cualquier oficina de reclutamiento dentro de Suecia, sin embargo, algunos volaron a la ocupada Noruega o Dinamarca, o directamente a Alemania.

### Suiza
Un número considerable de suizos de habla alemana se unió a las SS. De particular interés fue el coronel de las SS de origen suizo Riedweg, el líder de facto de los reclutas germánicos de la Germanische Leitstelle. Riedweg pronunció un discurso en 1943, criticando la forma en que las SS gestionaron la huida de 7.000 judíos daneses del territorio controlado por los nazis. Él y sus compañeros voluntarios germánicos de la neutral Dinamarca, Suecia y Suiza fueron despojados de sus roles de liderazgo y enviados al Frente Oriental, donde la mayoría pereció.

### Reino Unido
Total: 54
- Britisches Freikorps[62]